# Арсенал

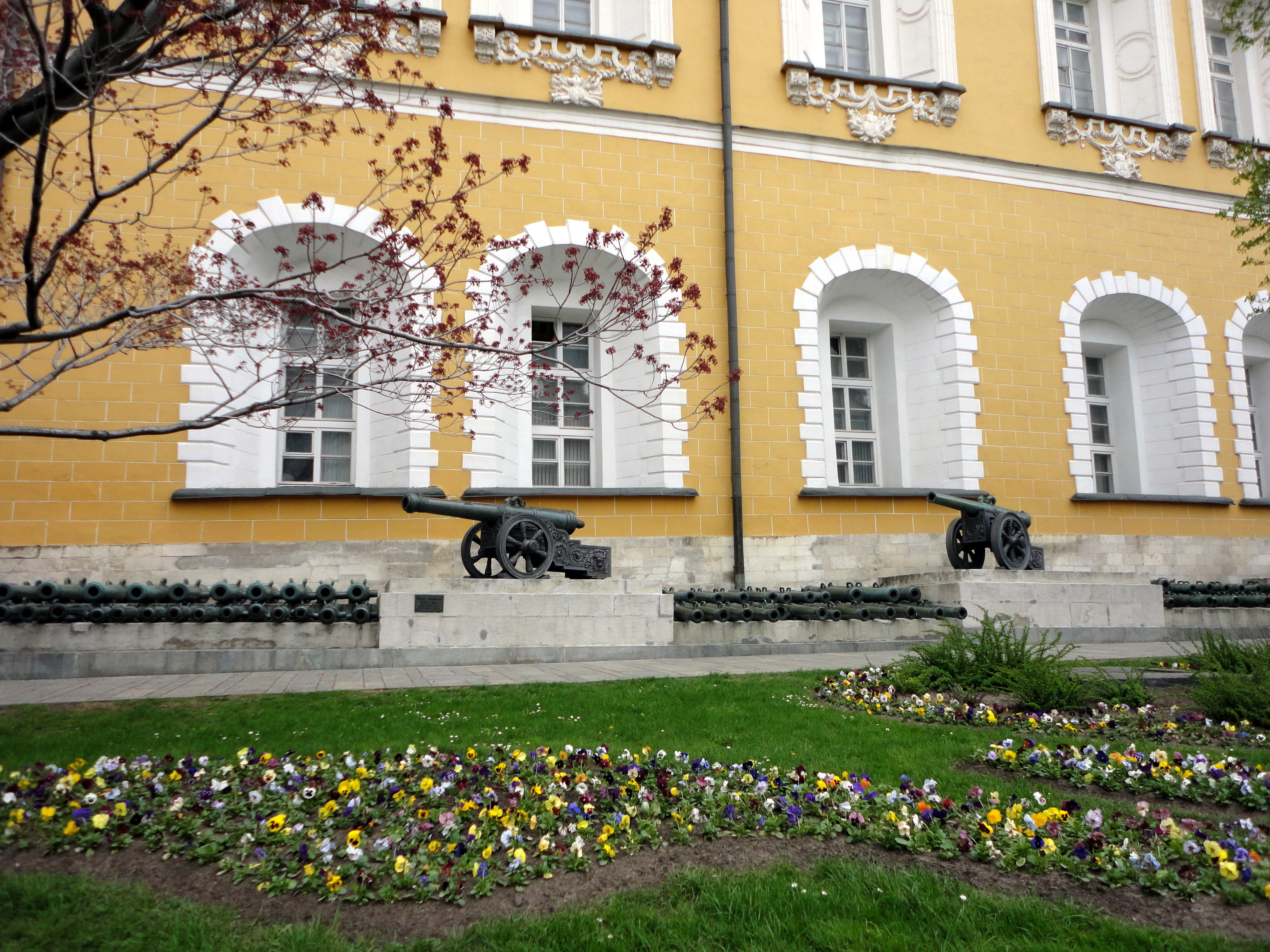
Арсенал Московского Кремля

Арсена́л (фр. arsenal, итал. arsenale, от араб. دار الصناعة‎ dār as-sināʿa — мастерская оружия, верфь) — военное учреждение для хранения, учёта, выдачи войскам вооружения и боеприпасов, а также для производства работ по их сборке, ремонту и изготовлению некоторых деталей к ним.
Арсеналы могут быть морскими и сухопутными, артиллерийскими и инженерными, РВСН и так далее. Важность большого арсенала была такова, что его строили нередко в виде крепости или форта — для защиты содержимого арсенала от захвата противником.
Наиболее важными арсеналами были: в России имперского периода — Петербургский, основанный под названием «Литейный деловой и пушечный двор», Киевский и Брянский, морской Арсенал — Севастопольский и Кронштадтский; в Германии — Мюнхенский; во Франции — Лионский; в Англии — Вулиджский; в США — Франкфордский, Спрингфилдский и другие.
Арсеналы Российской империи до середины XIX века обеспечивались рабочей силой, в основном, за счёт прикрепления к ним, с одной стороны, опытных мастеров, а с другой — армейских чинов. В дальнейшем убыль в рабочей силе арсеналов пополнялась за счёт рекрутов, не способных к строевой службе.
До конца XIX века большинство арсеналов всех государств занималось производством многих видов вооружения и боевых припасов для сухопутных и морских сил. Арсеналы-заводы имели при себе склады оружия и предметов вооружения.
В XX веке по мере выделения производства оружия в самостоятельную отрасль промышленности возникла необходимость разделения пунктов изготовления и хранения вооружения и боеприпасов. В связи с этим арсеналы потеряли своё прежнее значение и выполняют функции баз или складов оружия и боеприпасов. В СССР термин «арсенал» как название военного учреждения не употребляли.

## Примеры

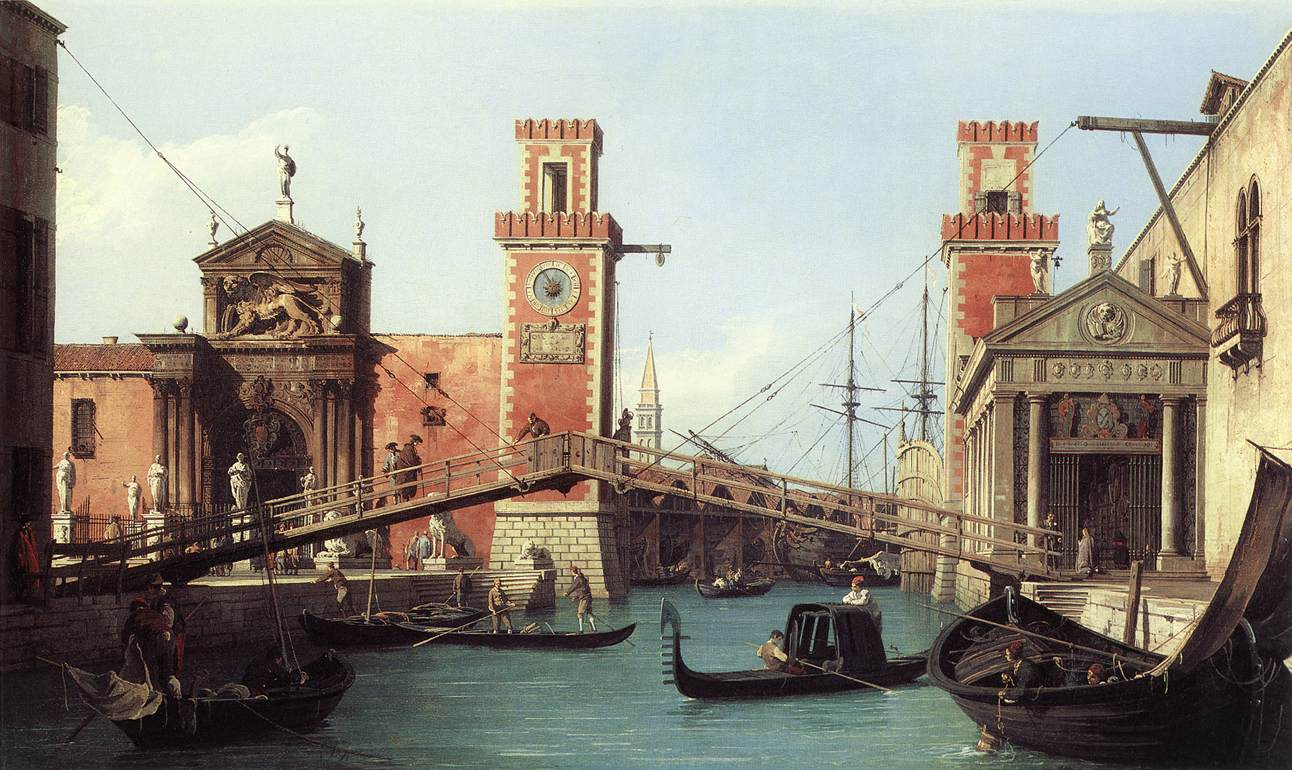
Арсенал в Венеции

- Арсенал Московского Кремля
- Арсенал в Венеции
- Арсенал в Вене
- Городской арсенал (Львов)
- Королевский арсенал (Львов)
- Арсенал Сенявских
- 29-й арсенал РВСН